# Кошиці (Свентокшиське воєводство)
Кошиці (пол. Koszyce) — село в Польщі, у гміні Войцеховиці Опатовського повіту Свентокшиського воєводства.
Населення — 122 особи (2011).
У 1975—1998 роках село належало до Тарнобжезького воєводства.

## Демографія
Демографічна структура на день 31 березня 2011 року:
|          | Загалом | Допрацездатний вік | Працездатний вік | Постпрацездатний вік |
| -------- | ------- | ------------------ | ---------------- | -------------------- |
| Чоловіки | 71      | 19                 | 42               | 10                   |
| Жінки    | 51      | 9                  | 24               | 18                   |
| Разом    | 122     | 28                 | 66               | 28                   |